# Parna
Parna fou un estat tributari protegit al districte d'Agra, comerca de Bhadawar, amb una superfície de 9 km² i població de 889 habitants el 1891. Els ingressos s'estimaven en 6.405 rúpies. Estava governat pel clan Athbhaiya de la família rajout Bhadauriya.
Kunwar Hriday Narayan, fill del maharajà Pratap Rudra de Bhadawar, fou eliminat de la successió a Bhadawar, però va rebre Parna amb títol de diwan del seu germà Raja Mukutman de Bhadawar, a la segona meitat del segle XVI. El 1860 el diwan va obtenir el títol personal de Rai Bahadur pels seus servis durant el motí. Foren reconeguts com a diwans hereditaris pels britànics el 1910. Gokhran Singh va pujar al tron amb 7 anys l'1 de setembre de 1920 l'endemà de la mort del seu antecessor Chet Singh. Fou el darrer diwan i el 1948 l'estat va quedar unit a Uttar Pradesh.

## Llista de diwans
- Diwan Dirg Singh
- Diwan Narayan Singh
- Rai Bahadur Dewan Mahendra Singh vers 1860
- Diwan Arjun Singh
- Diwan Chet Singh ?-1920
- Diwan Gokhran Singh 1920-1948